# Finala Cupei Campionilor Europeni 1984
Finala Cupei Campionilor Europeni 1984 a avut loc pe Stadio Olimpico în Roma pe 30 mai 1984. Meciul a fost între Liverpool și Roma.

## Detalii
| Liverpool                               | 1 – 1 (a.e.t.) (d.p.) | Roma                                        |
| --------------------------------------- | --------------------- | ------------------------------------------- |
| Neal 13'                                | Report                | Pruzzo 42'                                  |
| Nicol · Neal · Souness · Rush · Kennedy | 4 – 2                 | Di Bartolomei · Conti · Righetti · Graziani |

| Liverpool | Roma |

| LIVERPOOL: |    |                    |  |     |
|            |    |                    |  |     |
| P          | 1  | Bruce Grobbelaar   |  |     |
| F          | 2  | Phil Neal          |  |     |
| F          | 3  | Alan Kennedy       |  |     |
| F          | 4  | Mark Lawrenson     |  |     |
| F          | 5  | Ronnie Whelan      |  |     |
| F          | 6  | Alan Hansen        |  |     |
| A          | 7  | Kenny Dalglish     |  | 94' |
| M          | 8  | Sammy Lee          |  |     |
| A          | 9  | Ian Rush           |  |     |
| M          | 10 | Craig Johnston     |  | 72' |
| M          | 11 | Graeme Souness (c) |  |     |
| Rezerve:   |    |                    |  |     |
| FW         | 12 | Michael Robinson   |  | 94' |
| GK         | 13 | Bob Bolder         |  |     |
| DF         | 14 | Steve Nicol        |  | 72' |
| FW         | 15 | David Hodgson      |  |     |
| DF         | 16 | Gary Gillespie     |  |     |
| Antrenor:  |    |                    |  |     |
| Joe Fagan  |    |                    |  |     |

| ROMA:         |    |                            |      |      |
|               |    |                            |      |      |
| P             | 1  | Franco Tancredi            |      |      |
| F             | 2  | Michele Nappi              |      |      |
| F             | 3  | Sebastiano Nela            |      |      |
| F             | 4  | Ubaldo Righetti            |      |      |
| M             | 5  | Paulo Roberto Falcão       |      |      |
| F             | 6  | Dario Bonetti              |      |      |
| A             | 7  | Bruno Conti                |      |      |
| M             | 8  | Toninho Cerezo             |      | 115' |
| A             | 9  | Roberto Pruzzo 64'         |      |      |
| M             | 10 | Agostino Di Bartolomei (c) | 115' |      |
| A             | 11 | Francesco Graziani         |      |      |
| Rezerve:      |    |                            |      |      |
| P             | 12 | Astutillo Malgioglio       |      |      |
| F             | 13 | Emidio Oddi                |      |      |
| M             | 14 | Mark Tullio Strukelj       |      | 115' |
| A             | 15 | Odoacre Chierico           |      | 64'  |
| A             | 16 | Francesco Vincenzi         |      |      |
| Antrenor:     |    |                            |      |      |
| Nils Liedholm |    |                            |      |      |